# Дальдосси, Ивонне
Ивонне Дальдосси (итал. Yvonne Daldossi; род. 26 января 1992 года, Мерано, Италия) — итальянская конькобежка, многократный призёр Кубка мира по конькобежному спорту среди юниоров, национального чемпионата Италии . Участница зимних Олимпийских игр 2014 года и 2018 года.

## Биография
Ивонне Дальдосси родилась в городе Мерано, провинция Больцано. Её отец Стефано был бывшим конькобежцем и тренером конькобежцев в Мерано. Она начала кататься на коньках в возрасте 5-ти лет под влияние отца. С восьмилетнего возраста начала профессионально заниматься конькобежным спортом и шорт-треком с братьями Майком и Яном Дальдосси, который также занимался этими видами спорта и был членом Олимпийской сборной Италии. Она тренировалась на базе клуба «Carabinieri: Selva di Val Gardena».
В 2004 году она впервые выиграла 3-е место на чемпионате Италии по спринту среди юниоров, а в 2005,2006 и 2010 годах одержала победы в том же турнире.
Её дебют состоялся на международном уровне в сезоне 2008/2009 года на юниорском чемпионате мира в Закопане, в которых она участвовала до 2011 года. В 2013 году Дальдосси выиграла "бронзу" в командной гонке на зимней Универсиаде в Трентино, а в феврале на чемпионате мира в спринтерском многоборье в Солт-Лейк-Сити заняла общее 27-е место.
Через год на спринтерском чемпионате мира в Нагано поднялась на 23-е место в многоборье. На своих первых зимних Олимпийских играх в Сочи Дальдосси участвовала на дистанции 500 метров и заняла 29-е место. На очередных 3-х чемпионатах мира в спринте она занимала соответственно 21-е, 24-е и 25-е места.
Свой лучший результат на соревнованиях международного уровня под эгидой ИСУ Дальдосси продемонстрировала на чемпионате Европы по конькобежному спорту 2018 года, что проходил в российском городе — Коломна. 5 января 2018 года в забеге на 500 м среди женщин она финишировала 10-й с результатом 39.25 (+1.56). Также, 6 января 2018 года в забеге на 1000 м среди женщин она снова финишировала 10-й с результатом 1:18.76 (+3.42).
На зимних Олимпийских играх 2018 года, вторых в её карьере, Ивонне Дальдосси была заявлена для участия в забеге на 500 и 1000 м. 14 февраля 2018 года на Олимпийском Овале Каннына в забеге на 1000 м она финишировала с результатом 1:19.33 (+5.77). В итоговом зачёте Дальдосси заняла 30-е место. 18 февраля 2018 года на Олимпийском Овале Каннына в забеге на 500 м она финишировала с результатом 39.28 (+2.34). В итоговом зачёте Дальдосси заняла 26-е место.
В 2019 году Дальдосси заняла 4-е место в командном спринте на чемпионате мира на отдельных дистанциях в Инцелле. В 2020 году выиграла на чемпионате Италии дистанцию 500 м и заняла 3-е место в забеге на 1000 м. В феврале 2021 года выиграла чемпионат Италии в спринтерском многоборье.

## Личная жизнь
Ивонне Дальдосси окончила общественную техническую школу Марии Кюрии в Мерано, изучала биологию в институте в Инсбруке. Её хобби: кулинария, живопись, шопинг, плавание.